# Jean-Jacques N’Domba
Jean-Jacques N’Domba (Pointe-Noire, 1954 – 2024. október 15.) válogatott kongói labdarúgó, középpályás.

## Pályafutása
28 éves koráig hazájában, a Kongói Köztársaságban játszott, majd 1982-ben leigazolta őt a francia Olympique de Marseille. 10 évig játszott Franciaországban többnyire a másodosztályban, ahol öt különböző csapatnál is megfordult. Tagja volt az 1992-es afrikai nemzetek kupáján szereplő kongói keretnek, a torna után hagyott fel a profi labdarúgással, 32 évesen.

## Sikerei, díjai
Olympique de Marseille:
- Ligue 2 bajnok: 1983-84

Olympique Lyonnais:
- Ligue 2 ezüstérmes: 1986-87, 1987-88

Kongó:
- Afrikai nemzetek kupája negyeddöntős: 1992